# Liste der Monuments historiques in Livry-Louvercy
Die Liste der Monuments historiques in Livry-Louvercy führt die Monuments historiques in der französischen Gemeinde Livry-Louvercy auf.

## Liste der Objekte
| Bezeichnung                                        | Beschreibung                                    | Standort                                 | Kennzeichnung | Schutzstatus | Datum | Bild |
| -------------------------------------------------- | ----------------------------------------------- | ---------------------------------------- | ------------- | ------------ | ----- | ---- |
| Skulptur eines heiligen Bischofs                   | Holz, farbig gefasst, Ende des 15. Jahrhunderts | Louvercy, in der Kirche St-Martin (Lage) | PM51001712    | Classé       | 2000  |      |
| Skulptur Heiliger Remigius                         | Holz, 18. Jahrhundert                           | Louvercy, in der Kirche St-Martin (Lage) | PM51003654    | Inscrit      | 1996  |      |
| Skulpturengruppe Mantelteilung des heiligen Martin | Holz, farbig gefasst, Ende des 18. Jahrhunderts | Louvercy, in der Kirche St-Martin (Lage) | PM51001711    | Classé       | 2000  |      |